# Железнодорожная линия Рига — Елгава
Железнодорожная линия Рига — Елгава — железнодорожная линия протяжённостью 43 километра. Самая короткая электрифицированная ветка в Латвии.

## История
Железнодорожная линия Рига — Елгава была построена Обществом Рижско-Митавской железной дороги и открыта 21 ноября 1868 года. Первоначально линия имела четыре станции: Рига, Торнякалнс, Олайне и Елгава. Во время Первой мировой войны управление железной дороги было передано немецкой армии, при которой линия была перестроена на колею 1435 мм. В советское время ширина колеи была полностью переведена на 1520 мм.

## Станции и остановочные пункты
Станции (13):
Рига: Рига —Торнякалнс, Атгазене, Туриба.
Марупский край: Тирайне.
Олайнский край:  Баложи, Яунолайне, Олайне.
Елгавский край: Далбе, Цена, Озолниеки.
Елгава: Цукурфабрика, Елгава.
Зоны:
A: Рига, Торнякалнс, Атгазене, Туриба, Тирайне, Баложи
В: Яунолайне, Олайне, Далбе, Цена
С: Озолниеки, Цукурфабрика, Елгава